# Antonio Cafiero
Antonio Francisco Cafiero (Buenos Aires, 12 settembre 1922 – Buenos Aires, 13 ottobre 2014) è stato un politico argentino.
È stato uno dei principali esponenti del peronismo e ha ricoperto numerosi incarichi pubblici tra i quali quello di presidente della provincia di Buenos Aires dal 1987 al 1993, di Capo di Gabinetto durante la presidenza ad interim di Eduardo Camaño e quello di senatore.

## Biografia
Nato da una coppia di emigranti italiani originari del comune di Piano di Sorrento, Cafiero aderì in adolescenza all'Azione Cattolica. Una volta entrato all'Università di Buenos Aires divenne presidente dell'associazione degli studenti. Si laureò in contabilità nel 1944. Il 17 ottobre dell'anno successivo, durante le manifestazioni in sostegno a Juan Perón, Cafiero si avvicinò al movimento peronista diventandone in poco tempo un convinto militante. Completò il suo percorso di studi nel 1948 conseguendo un dottorato in economia.
Vista la sua giovane età fu nominato dapprima consigliere finanziario per l'ambasciata argentina negli Stati Uniti d'America e, nel 1951, direttore del dipartimento socioeconomico del ministero degli Esteri. Nel 1952, durante il secondo mandato di Perón, Cafiero fu nominato ministro per il commercio estero, incarico che ricoprì sino all'aprile 1955. In seguito al golpe passato alla storia come Rivoluzione Liberatrice fu imprigionato per circa un anno e poi fu costretto ad auto-esiliarsi. 
Nel 1962, nominato dapprima Segretario Politico degli Consiglio Supervisore ed in seguito Coordinatore del Movimento Nazionale Giustizialista, Cafiero conseguì il primo incarico di rilievo all'interno del peronismo in un periodo nel quale il Partito Giustizialista era stato sciolto per volontà dei militari. 
Durante l'ultimo mandato di Perón Cafiero fu nominato Segretario del Commercio. Nel successivo mandato di Isabelita Perón ricoprì dapprima l'incarico di commissario federale nella provincia di Mendoza, successivamente di ministro dell'Economia ed infine ambasciatore presso la Santa Sede. In seguito al golpe del marzo 1976 che portò al potere la giunta militare guidata dal tenente generale Jorge Rafael Videla Cafiero fu costretto alle dimissioni.
Con il ritorno della democrazia in Argentina Cafiero divenne uno dei principali esponenti del peronismo. Il suo nome fu uno di quelli più caldeggiati all'interno del Partito Giustizialista tra i possibili candidati per le elezioni presidenziali del 1983. Nonostante la popolarità a Cafiero vennero preferiti Ítalo Luder e Deolindo Felipe Bittel. Scartata l'ipotesi presidenziale gli fu proposta la provincia di Buenos Aires. Una lotta intestina allo stesso peronismo tuttavia spianò la vittoria al candidato radicale Alejandro Armendáriz. 
Dopo la sconfitta del peronismo alle presidenziali del 1983 Cafiero fondò il partito Rinnovazione Peronista insieme a Carlos Menem e Carlos Grosso. Eletto deputato nel 1987 sostenne la democrazia ed il presidente Raúl Alfonsín durante il primo ammutinamento dei carapintada. In quello stesso anno fu eletto presidente della provincia di Buenos Aires e presidente del Consiglio Nazionale del Partito Giustizialista (10 gennaio 1988 - 6 agosto 1990). Cercò di democratizzare il partito aprendo all'elezione diretta dei candidati con il voto degli iscritti. 
Fu candidato alle primarie del Partito Giustizialista in vista delle presidenziali del 1989 venendo però sconfitto dal tandem Carlos Menem-Eduardo Duhalde. Una volta scaduto il mandato di presidente della provincia di Buenos Aires, fu nominato ambasciatore argentino in Cile. Nel 1992 Cafiero ottenne un seggio al Senato, ricoprendo l'incarico sino al 2001. 
Ha partecipato alla convenzione che ha negoziato l'emendamento alla Costituzione argentina del 1994 che ha permesso la rielezione di Menem. La nuova carta costituzionale includeva l'articolo 129, che garantiva a Buenos Aires una maggiore autogoverno. L'Indentente (sindaco nominato) fu così sostituito da un Capo del Governo (sindaco eletto) e il consiglio comunale dalla Legislatura della città di Buenos Aires. Poco prima delle prime elezioni comunali portegne del 30 giugno 1996 Cafiero riuscì a limitare l'autonomia della città emanando la legge nazionale 24.588 che riservava al governo nazionale il controllo della Polizia Federale Argentina, del porto di Buenos Aires e di altre istituzioni. La controversa legge, conosciuta in seguito come Legge Cafiero è stata firmata nel 1996 dal presidente Menem ed è rimasta un punto dolente nei rapporti tra i presidenti successivi, la maggior parte dei quali peronisti, e i sindaci di Buenos Aires, nessuno invece dei quali è stato un peronista.
Durante la presidenza interina di Eduardo Camaño Cafiero fu nominato Capo di Gabinetto. Terminato quest'ultimo incarico Cafiero tornò a ricoprire lo scranno al Senato sino al dicembre 2005.
Dal 2005 fino alla sua morte nel 2014 Cafiero fu presidente della Conferenza Permanente dei Partiti Politici dell'America Latina.

## Famiglia
Cafiero, sposatosi con Ana Goitía, ha avuto dieci figli. Uno di questi, Juan Pablo, è stato ambasciatore argentino presso la Santa Sede dal 2008 al 2014. Il figlio di Juan Pablo, Santiago, è stato nominato Capo di Gabinetto nel 2019 dal presidente Alberto Fernández. Altri due nipoti di Cafiero, Francisco e Mario, ricoprono rispettivamente l'incarico di segretario delle Relazioni Internazionali del Ministero della Difesa e presidente dell'INAES nel governo di Fernández.